# Bazylianki
Bazylianki (Siostry Zakonu Świętego Bazylego Wielkiego – Ordo Sancti Basilii Magni, OSBM) – żeński zakon obrządku bizantyjsko-ukraińskiego.
Tradycja życia zakonnego bazylianek sięga IV w., kiedy św. Makryna, siostra św. Bazylego Wielkiego, dostosowała zasady życia w męskiej wspólnocie zakonnej do reguły życia monastycznego kobiet.

## Misja
Zgodnie z nią siostry starają się kochać Boga ponad wszystko, a miłość bliźniego realizować w pracy apostolskiej, zależnie od potrzeb Kościoła powszechnego, a zwłaszcza Wschodniego. Ze względu na kontemplacyjno-czynny charakter zakonu jego konstytucje stanowią, że każda z sióstr uczestniczy w misyjnej pracy Kościoła niezależnie od tego, jaką we wspólnocie wykonuje pracę.

## Działalność
W Polsce bazylianki prowadzą katechizację obrządku greckokatolickiego w 14 szkołach podstawowych i 5 punktach katechetycznych, do których uczęszcza łącznie 456 dzieci.
W czterech parafiach zajmują się wypiekiem prosfory. Ponadto szyją i haftują szaty liturgiczne. W domu formacyjnym prowadzą rekolekcje dla dziewcząt. Opiekują się również chorymi w domach prywatnych. Na terenach Polski bazylianki działają od XVII wieku. Na świecie jest 676 bazylianek, z czego 18 w Polsce.

## Strój
Czarny habit, na habicie czarny szkaplerz, wokół habitu szeroki pas, na głowie czarny welon, biały kołnierz na szyi.